# (200309) 2000 DY88
(200309) 2000 DY88 es un asteroide perteneciente al cinturón de asteroides descubierto el 26 de febrero de 2000 por el equipo del Spacewatch desde el Observatorio Nacional de Kitt Peak, Arizona, Estados Unidos.

## Designación y nombre
Designado provisionalmente como 2000 DY88.

## Características orbitales
2000 DY88 está situado a una distancia media del Sol de 2,868 ua, pudiendo alejarse hasta 2,976 ua y acercarse hasta 2,759 ua. Su excentricidad es 0,037 y la inclinación orbital 0,755 grados. Emplea 1774,28 días en completar una órbita alrededor del Sol.

## Características físicas
La magnitud absoluta de 2000 DY88 es 16,6. 